# El Limón (Samaná)

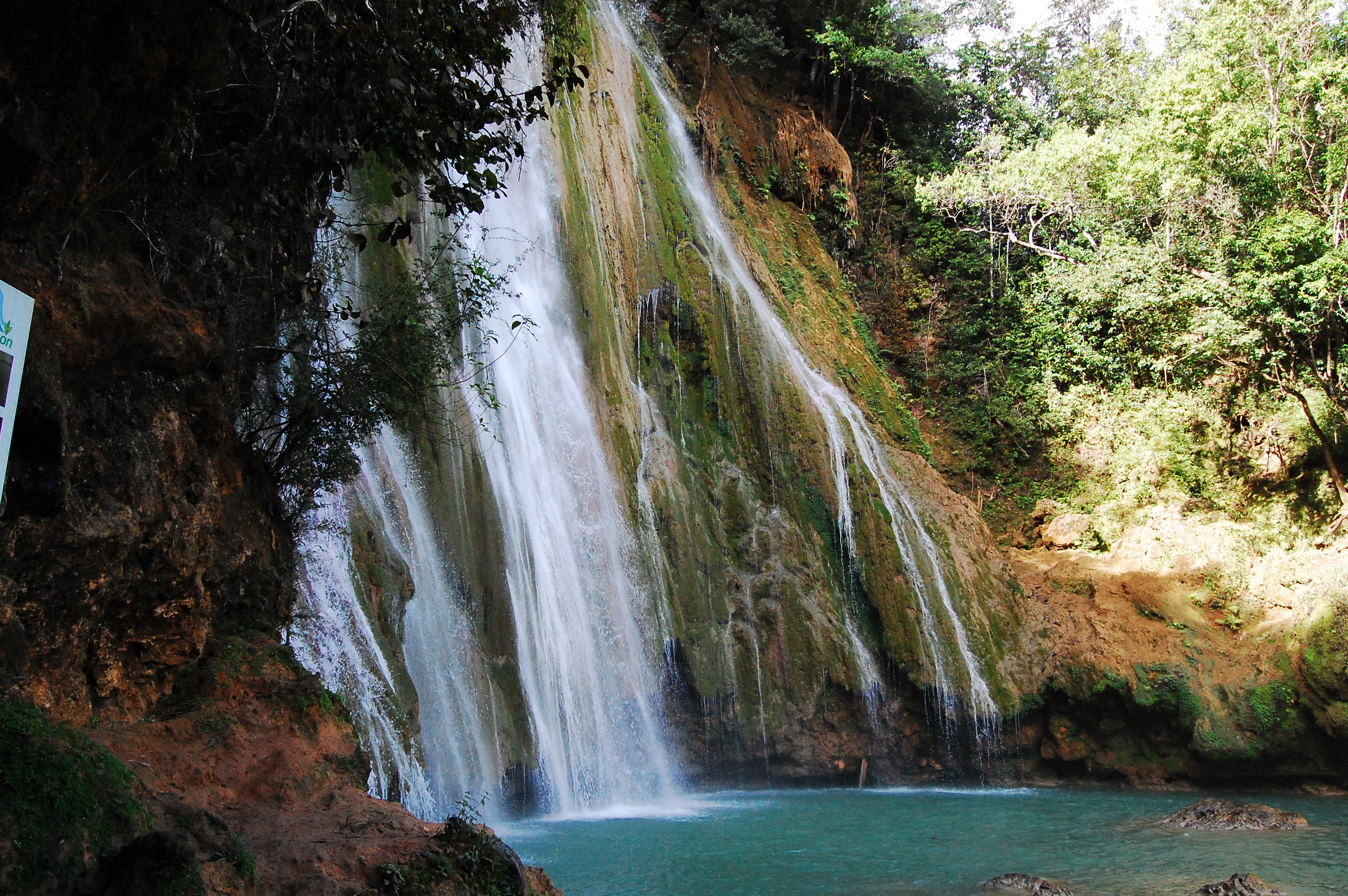
La cascada de El Limón

El Limón es un distrito municipal ubicado a unos 28 km al norte del municipio Samaná en la República Dominicana. Está bordeado por la playa Moron, de vista al océano Atlántico, opuesto a la bahía de Samaná.
Hasta mayo de 2002, el distrito municipal era paraje El Limón.

## Población
Los pobladores de El Limón son mayoritariamente descendientes de la mezcla entre los afroamericanos provenientes de Norteamérica, producto de la invitación del dictador haitiano Jean-Pierre Boyer, para así librarlos de la dura esclavitud de los Estados Unidos sobre los negros esclavos; y otros grupos blancos y de las islas del Caribe. La población francesa es apreciable, y no sólo en El Limón sino, en mayor número, en Las Terrenas.
Cuenta con una cantidad de habitantes de 8227 aproximadamente, (Mujeres: 4041, Hombres: 4186) según el censo del año de 2022, de la fuentes: ONE. X Censo Nacional de Población y Vivienda, 2022.
Los apellidos más comunes son Encarnación, Jiménez, Calcaño, Altagracia, Frías, Morel, García, , entre otros.

## Economía
Las actividades económicas en El Limón son las mismas que las de la provincia de Samaná: turismo, pesca y agricultura. El turismo, sobre todo como ecoturismo, se ha incrementado en la región con la visita al Salto El Limón.
El Limón es uno de los principales productores ñame, batatas y buenpan del país. La producción de coco es la más destacada.

## Orografía e hidrografía
El Limón posee una variedad de montañas peculiares como lo es la Montaña del Ermitaño, la Montaña de Pan de Azúcar, la Loma del Nanantial, entre otras. Entre la carretera que une El Limón con el municipio de Samaná se encuentra la Loma del Café, larga y antiguamente muy polvorienta, hasta su asfaltado en el año 2000.   
Entre sus ríos, el más importante es el río El Limón, cuyo cauce atraviesa todo el distrito municipal, dividiéndolo en dos, hasta desembocar en el Océano Atlántico. Otros ríos como el arroyo, el manantial, entre otros han sido muy afectados por la reforestación indiscriminada de la los bosques.

## Otros datos de interés
Además de El Limón de Samaná, hay otros dos distritos municipales en el país con el mismo nombre, uno en la provincia Independencia y otro en la provincia Santiago.
En 1819 nació en esta comunidad Théodore Chassériau, pintor romántico que se distinguió en Francia durante las primeras décadas del siglo XIX. En su honor lleva su nombre la École Française de Las Terrenas. 